# Tropical Nights
Tropical Nights ist ein Studioalbum von Liza Minnelli. Es erschien im Juli 1977; die Aufnahmen wurden Ende Januar 1977 eingespielt. Sechs der neun Songs stammen von Jim Grady; benannt ist es nach dem gleichnamigen Lied von Mark Winkler.

## Hintergrund
Als Studiokünstlerin hatte Minnelli zuvor kaum Erfolge gehabt; auch Tropical Nights verkaufte sich nur mäßig und erreichte die Billboard-Charts nicht. Nach über vier Jahren nahm sie wieder ein Studioalbum für Columbia auf. Biograf Schechter umschreibt das musikalische Genre der LP als „‘California’-type sound“: Minnelli spielte überwiegend Lieder von Jim Grady im aktuellen Pop- und Disco-Stil ein. Die Einspielung des Albums erfolgte nach Beendigung der Dreharbeiten zu ihrem Film New York, New York und vor ihrem Engagement als Hauptdarstellerin des Broadway-Musicals The Act.
Im Februar 2002 erschien das Album auch auf CD (Sony/DRG Records). Einzelne Tracks aus Tropical Nights finden sich auf der Kompilation When It Comes Down to It. 1968–1977.

## Titelliste
1. Jimi Jimi (Jim Grady) – 3:59
2. When It Comes Down to It (Minnie Riperton, Richard Rudolph) – 3:36
3. I Love Every Little Thing About You (Stevie Wonder) – 3:12
4. Easy (Jim Grady) – 3:43
5. I’m Your New Best Friend (Jim Grady, Dave Miller) – 3:07
6. Medley: Tropical Nights (Mark Winkler)/Bali ha’i (Richard Rodgers, Oscar Hammerstein) – 6:17
7. Take Me Through/I Could Come to Love You (Jim Grady) – 4:30
8. Come Home Babe (Jim Grady) – 3:27
9. A Beautiful Thing (Jim Grady) – 3:27

## Rezeption
Den Misserfolg des Albums schreibt der renommierte Musikkritiker William Ruhlman vor allem Liza Minnellis Vielbeschäftigung als Unterhaltungskünstlerin und Schauspielerin Mitte der 1970er Jahre zu; sie hätte keine ausreichende Zeit gehabt, für das Album Tropical Nights zu werben und darüber hinaus hätte auch das verantwortliche Label Columbia Records keine Anstalten deswegen gemacht. Doch selbst wenn sich Columbia engagiert hätte, wäre nicht sicher gewesen, ob Tropical Nights tatsächlich ein Erfolg geworden wäre. Minnellis Ausflug in die Disco- und Funkmusik sei nicht geglückt; ihr Talent als Sängerin – insbesondere ihr emotionaler Interpretationsstil – würde in der Akustik regelrecht begraben. Allein die letzten beiden Lieder Come Home Babe und A Beautiful Thing könnten sie einigermaßen als ernsthafte Künstlerin präsentieren. Das geradezu verwirrende Album hätte Liza Minnellis Arbeit als Studiosängerin auf Jahre hin lahmgelegt.